# Tour de Flandes 2024
La 108.ª edición de la clásica ciclista Tour de Flandes (nombre oficial en neerlandés y francés: Ronde van Vlaanderen / Tour des Flandres) fue una carrera en Bélgica que se celebró el 31 de marzo de 2024 con inicio en la ciudad de Amberes y final en la ciudad de Oudenaarde sobre un recorrido de 270,8 kilómetros.
La carrera formó parte del UCI WorldTour 2024, calendario ciclístico de máximo nivel mundial, siendo la decimocuarta carrera de dicho circuito. El vencedor fue el neerlandés Mathieu van der Poel del Alpecin-Deceuninck, quien estuvo acompañado en el podio por el italiano Luca Mozzato del Arkéa-B&B Hotels y el alemán Nils Politt del UAE Emirates, segundo y tercer clasificado respectivamente.

## Equipos participantes
Tomaron parte en la carrera 25 equipos: 18 de categoría UCI WorldTeam y 7 de categoría UCI ProTeam. Formaron así un pelotón de 175 ciclistas de los que acabaron 87. Los equipos participantes fueron:
| WorldTeams (18)- Alpecin-Deceuninck - Arkéa-B&B Hotels - Astana Qazaqstan Team - Bahrain Victorious - Bora-Hansgrohe - Cofidis - Decathlon-AG2R La Mondiale - EF Education-EasyPost - Groupama-FDJ - Ineos Grenadiers - Intermarché-Wanty - Lidl-Trek - Movistar Team - Soudal Quick-Step - Team dsm-firmenich PostNL - Team Jayco AlUla - Team Visma \| Lease a Bike - UAE Team Emirates ProTeams (7)- Bingoal WB - Israel-Premier Tech - Lotto Dstny - Q36.5 Pro Cycling Team - Team Flanders-Baloise - Tudor Pro Cycling Team - Uno-X Mobility |
| |

## Clasificación final
La clasificación finalizó de la siguiente forma:
| \| Clasificación general \| Clasificación general \| Clasificación general \| Clasificación general \| Clasificación general \| \| Ciclista \| Ciclista \| Equipo \| Tiempo \| \| \| --------------------- \| --------------------- \| -------------------------- \| --------------------- \| --------------------- \| \| 1.º \| Mathieu van der Poel \| Alpecin-Deceuninck \| 6 h 05 min 17 s \| \| \| 2.º \| Luca Mozzato \| Arkéa-B&B Hotels \| + 1 min 02 s \| \| \| 3.º \| Nils Politt \| UAE Team Emirates \| + 1 min 02 s \| \| \| 4.º \| Mikkel Bjerg \| UAE Team Emirates \| + 1 min 02 s \| \| \| 5.º \| António Morgado \| UAE Team Emirates \| + 1 min 02 s \| \| \| 6.º \| Magnus Sheffield \| Ineos Grenadiers \| + 1 min 02 s \| \| \| 7.º \| Oliver Naesen \| Decathlon-AG2R La Mondiale \| + 1 min 02 s \| \| \| 8.º \| Dylan Teuns \| Israel-Premier Tech \| + 1 min 02 s \| \| \| 9.º \| Alberto Bettiol \| EF Education-EasyPost \| + 1 min 02 s \| \| \| 10.º \| Toms Skujiņš \| Lidl-Trek \| + 1 min 02 s \| \| \| 11.º \| Michael Matthews \| Team Jayco AlUla \| + 1 min 02 s \| \| \| 12.º \| Tim Wellens \| UAE Team Emirates \| + 1 min 16 s \| \| \| 13.º \| Riley Sheehan \| Israel-Premier Tech \| + 2 min 02 s \| \| \| 14.º \| Kamil Małecki \| Q36.5 Pro Cycling Team \| + 2 min 02 s \| \| \| 15.º \| Tiesj Benoot \| Team Visma \\| Lease a Bike \| + 2 min 02 s \| \| \| 16.º \| Valentin Madouas \| Groupama-FDJ \| + 2 min 02 s \| \| \| 17.º \| Joshua Tarling \| Ineos Grenadiers \| + 2 min 02 s \| \| \| 18.º \| Yves Lampaert \| Soudal Quick-Step \| + 2 min 02 s \| \| \| 19.º \| Matteo Trentin \| Tudor Pro Cycling Team \| + 2 min 02 s \| \| \| 20.º \| Max Walscheid \| Team Jayco AlUla \| + 2 min 41 s \| \| |                      |                            |                 |
| |                      |                            |                 |
| Fuente: ProCyclingStats |                      |                            |                 |
| Clasificación general |                      |                            |                 |
| Ciclista | Ciclista             | Equipo                     | Tiempo          |
| 1.º | Mathieu van der Poel | Alpecin-Deceuninck         | 6 h 05 min 17 s |
| 2.º | Luca Mozzato         | Arkéa-B&B Hotels           | + 1 min 02 s    |
| 3.º | Nils Politt          | UAE Team Emirates          | + 1 min 02 s    |
| 4.º | Mikkel Bjerg         | UAE Team Emirates          | + 1 min 02 s    |
| 5.º | António Morgado      | UAE Team Emirates          | + 1 min 02 s    |
| 6.º | Magnus Sheffield     | Ineos Grenadiers           | + 1 min 02 s    |
| 7.º | Oliver Naesen        | Decathlon-AG2R La Mondiale | + 1 min 02 s    |
| 8.º | Dylan Teuns          | Israel-Premier Tech        | + 1 min 02 s    |
| 9.º | Alberto Bettiol      | EF Education-EasyPost      | + 1 min 02 s    |
| 10.º | Toms Skujiņš         | Lidl-Trek                  | + 1 min 02 s    |
| 11.º | Michael Matthews     | Team Jayco AlUla           | + 1 min 02 s    |
| 12.º | Tim Wellens          | UAE Team Emirates          | + 1 min 16 s    |
| 13.º | Riley Sheehan        | Israel-Premier Tech        | + 2 min 02 s    |
| 14.º | Kamil Małecki        | Q36.5 Pro Cycling Team     | + 2 min 02 s    |
| 15.º | Tiesj Benoot         | Team Visma \| Lease a Bike | + 2 min 02 s    |
| 16.º | Valentin Madouas     | Groupama-FDJ               | + 2 min 02 s    |
| 17.º | Joshua Tarling       | Ineos Grenadiers           | + 2 min 02 s    |
| 18.º | Yves Lampaert        | Soudal Quick-Step          | + 2 min 02 s    |
| 19.º | Matteo Trentin       | Tudor Pro Cycling Team     | + 2 min 02 s    |
| 20.º | Max Walscheid        | Team Jayco AlUla           | + 2 min 41 s    |

## Ciclistas participantes y posiciones finales
Convenciones:
- AB-N: Abandono en la etapa "N"
- FLT-N: Retiro por llegada fuera del límite de tiempo en la etapa "N"
- NTS-N: No tomó la salida para la etapa "N"
- DES-N: Descalificado o expulsado en la etapa "N"

## UCI World Ranking
El Tour de Flandes otorgó puntos para el UCI World Ranking para corredores de los equipos en las categorías UCI WorldTeam, UCI ProTeam y Continental. Las siguientes tablas son el baremo de puntuación y los diez corredores que obtuvieron más puntos:
| Posición   | 1.º | 2.º | 3.º | 4.º | 5.º | 6.º | 7.º | 8.º | 9.º | 10.º | 11.º | 12.º | 13.º | 14.º | 15.º | 16.º-20.º | 21.º-30.º | 31.º-50.º | 51.º-55.º | 56.º-60.º |
| Puntuación | 800 | 640 | 520 | 440 | 360 | 280 | 240 | 200 | 160 | 135  | 110  | 95   | 85   | 65   | 55   | 50        | 30        | 15        | 10        | 5         |

| Clasificación |                      |                            |        |
| Posición      | Ciclista             | Equipo                     | Puntos |
| ------------- | -------------------- | -------------------------- | ------ |
| 1.º           | Mathieu van der Poel | Alpecin-Deceuninck         | 800    |
| 2.º           | Luca Mozzato         | Arkéa-B&B Hotels           | 640    |
| 3.º           | Nils Politt          | UAE Emirates               | 520    |
| 4.º           | Mikkel Bjerg         | UAE Emirates               | 440    |
| 5.º           | António Morgado      | UAE Emirates               | 360    |
| 6.º           | Magnus Sheffield     | INEOS Grenadiers           | 280    |
| 7.º           | Oliver Naesen        | Decathlon AG2R La Mondiale | 240    |
| 8.º           | Dylan Teuns          | Israel-Premier Tech        | 200    |
| 9.º           | Alberto Bettiol      | EF Education-EasyPost      | 160    |
| 10.º          | Toms Skujiņš         | Lidl-Trek                  | 135    |